# Dieffenbachia gracilis
Dieffenbachia gracilis là một loài thực vật có hoa trong họ Ráy (Araceae). Loài này được Huber mô tả khoa học đầu tiên năm 1906.